# Temporada 1932-1933 del Liceu
| Temporada 1932-1933 del Liceu |                         |                                |                    | |           |                          |
| Òpera                         | Compositor              | Director musical               | Director d'escena  | Papers principals | Producció | Dates                    |
| Siegfried                     | Richard Wagner          | Mario Terni                    |                    | Lotte Burck, Giuseppina Zabalbesco, Isidoro Fagoaga, Constantino Percy, Angelo Pilotto |           | 26 de novembre           |
| La ciutat invisible de Kitege | Nikolai Rimski-Kórsakov | Michel Steimann                | Nicolas Moysenko   | Kapiton Zaporójets, Theodore Ritch, Georges Pozemkowsky, Helene Sadoven, Sandra Jakoleva, Constantin Kaidanoff, Georges Jurenieff, Efimowskaya, Antonowitch, Lavretzky, Artomonoff, Gerberg, Nicolaeff                                                                   |           | 14 de gener              |
| Carmen                        | Georges Bizet           | Josep Sabater/Antoni Capdevila | Joan Villaviciosa  | Aurora Buades, Miguel Fleta, Ettore Nava, Pilar Noguero, Joaquim Alsina, Gallofré, Roca, Elena Lucci, Fernández |           | 17 de gener              |
| Borís Godunov                 | Modest Mússorgski       | Michel Steimann                | Alexandre Sanine   | Georges Jurenieff, Georges Pozemkowsky, Theodore Ritch, Kapiton Zaporójets, Helene Sadoven, Sandra Jakoleva, Constantin Kaidanoff, Doubrowsky, Davyloff, Lavretzky, Antonotich, Gerberg                                                                                  |           | 21 de gener              |
| Gal·la Placídia               | Jaume Pahissa           | Jaume Pahissa                  | Josep Villaviciosa | Josefina Blanch, Adela Gummà, Felipe Sanagustín, Joaquim Alsina, Ricard Fusté, Gallofré, Giralt, Fernández, Bastons, Granollers |           | 31 de gener              |
| Aida                          | Giuseppe Verdi          | Antoni Capdevila               |                    | Bruna Rasa, Antoni Cortis, Angelina Rossini, Ettore Nava, Joaquim Alsina, Gallofré, Giralt |           | 2 de febrer              |
| Doña Francisquita             | Amadeu Vives            | Antoni Capdevila               | Lluís Calvo        | Cecília Gubert, Selica Pérez Carpio (dies 7 i 12) /Cora Raga (dies 16 i 19), Miguel Fleta, Antoni Palacios, Pau Gorgé, Carme Llanos, Encarna Alegre, Manuel G. Samper, Manuel Lopetegui, Santiago Lorca, Francesc Sanz, Josep Grau, Adela Gummà, Elena Lucci, J. Bastons |           | 7, 12, 16 i 19 de febrer |
| Neró i Acté                   | Joan Manén              | Georges Razigade               | Ambrosi Carrion    | Amador Famadas, Pilar Noguero, Angelina Rossini, Ricard Fusté, Joaquim Alsina, Baltasar Lara |           | 15 de febrer             |
| Tristany i Isolda             | Richard Wagner          | Georges Sébastian              | Otto Erhardt       | Gotthelf Pistor/Theo Strack, Mihály Székely, Ella Némethy, Hans Hermann Nissen, Eduard Habich, Gertrud Rünger, Vicenç Gallofré, Conrad Giralt |           | 4 de març                |
| Manon                         | Jules Massenet          | Georges Razigade               | Joan Villaviciosa  | Lucy Bertrand, André Burdino, Daniel Vigneau, Julien Lafont, Roca, Gummà, Lucci, Gallofré, Fernández, Giralt, Granollers |           | 23 de febrer             |
| Samson et Dalila              | Camille Saint-Saëns     | Georges Razigade               | Joan Villaviciosa  | Ilka Popova, Georges Thill, Daniel Vigneau, Julien Lafont, Fernández, Granollers |           | 2 de març                |
| Siegfried                     | Richard Wagner          | Georges Sébastian              | Otto Erhardt       | Gotthelf Pistor/Theo Strack, Mihály Székely, Ella Némethy, Hans Hermann Nissen, Eduard Habich, Gertrud Rünger, Alfred Bartolitius, Mercè Roca |           | 9, 11 i 14 de març       |